# Jorge Achucarro
Jorge Daniel Achucarro (Asunción, 6 novembre 1981) è un calciatore paraguaiano, attaccante del Cobreloa.